# Royal Golf Club du Sart-Tilman
Le Royal Golf Club du Sart-Tilman est un parcours de golf dessiné en 1939 par Tom Simpson. Il est situé sur les hauteurs de Liège.
Il reçut la note de 16/20 dans l’édition 2008/2009 du Peugeot Golf Guide. Il est reconnu comme étant l'un des parcours les mieux entretenus du pays et très certainement comme ayant les meilleurs greens de Belgique.[citation nécessaire]

## Incendie duclub houseet reconstruction
Le 23 mars 2011, un incendie a ravagé le club house du Sart-Tilman. Le feu a pris à la toiture en chaume de la villa lors de travaux de réfection des gouttières de la toiture. Voir la vidéo de SudPresse. Un club house provisoire, sous tentes, a été installé pour la durée de la reconstruction estimée à deux ans.
Depuis Mars 2014 le club dispose d'un magnifique Club House à l'architecture impressionnante et doté de toutes les commodités.